# Elaeagia utilis
Elaeagia utilis là một loài thực vật có hoa trong họ Thiến thảo. Loài này được (Goudot) Wedd. mô tả khoa học đầu tiên năm 1849.